# Rowlandius digitiger
Rowlandius digitiger är en spindeldjursart som först beskrevs av Dumitresco 1977.  Rowlandius digitiger ingår i släktet Rowlandius och familjen Hubbardiidae. Inga underarter finns listade i Catalogue of Life.